# Schweitzergletscher
Der Schweitzergletscher ist ein Gletscher an der Luitpold-Küste des ostantarktischen Coatslands. Er fließt entlang der Nordseite des Littlewood Nunataks und östlich des Penck-Gletschers in westlicher Richtung zur Vahselbucht. Der Lerchenfeldgletscher verschmilzt mit der Südflanke des Schweitzergletschers.
Entdeckt wurde der Gletscher während der Zweiten Deutschen Antarktisexpedition (1911–1912) unter der Leitung Wilhelm Filchners. Filchner benannte den Gletscher nach dem deutschen Publizisten, Journalisten und Reiseschriftsteller Georg Schweitzer (1850–1940), Vorsitzender des Expeditionsausschusses.